# 羊草駅
羊草駅（ようそうえき）とは、中華人民共和国黒竜江省綏化市安達市羊草鎮に位置する浜洲線の駅。

## 歴史
- 1900年　開業。

## 隣の駅
中華人民共和国鉄道部
浜洲線
宋駅 - 羊草駅 - 安達駅
座標: 北緯46度20分01秒 東経125度25分00秒 / 北緯46.333737度 東経125.416637度